# Улдинген-Милхофен
Улдинген-Милхофен (њем. Uhldingen-Mühlhofen) општина је у њемачкој савезној држави Баден-Виртемберг. Једно је од 23 општинска средишта округа Бодензе. Према процјени из 2010. у општини је живјело 8.032 становника. Посједује регионалну шифру (AGS) 8435066.

## Географски и демографски подаци
Улдинген-Милхофен се налази у савезној држави Баден-Виртемберг у округу Бодензе. Општина се налази на надморској висини од 405 метара. Површина општине износи 15,7 km². У самом мјесту је, према процјени из 2010. године, живјело 8.032 становника. Просјечна густина становништва износи 513 становника/km².